# Pungnätsspindlar
Pungnätsspindlar (Atypidae) är en familj spindlar som enbart omfattar tre släkten. Av dessa är Atypus spridd över större delen av världen och återfinns i Europa, Nordamerika, Asien och Afrika. I Europa finns dock enbart tre arter av släktet Atypus: Atypus affinis, Atypus muralis och Atypus piceus. Släktet Sphodros finns enbart i Nordamerika, medan  Calommata lever i Asien och Afrika. 
Atypus bor i en silkig tub som ligger parallellt med marken, medan Sphodros vanligen stöttar sina tuber upprätt mot en trädstam. Honorna lämnar vanligen inte sina tuber, men fångar insekter som kryper upp på tuben genom att bita rakt genom silket. Pungnätsspindlarna har palpkäkar som är ovanligt stora för deras storlek. Hanarna är färgglada och vandrar omkring på jakt efter honorna i dessas tuber. Honorna är vanligen rödbruna eller mörka.

## Släkten
- Atypus Latreille, 1804
- Calommata Lucas, 1837
- Sphodros Walckenaer